# 모토로라 드로이드 2
모토로라 드로이드 2(영어: Motorola Droid 2)는 모토로라 모빌리티에서 제조/판매하는 안드로이드 스마트폰이다. 출시당시 안드로이드 2.2 프로요를 탑재하였다.

## 제품명
본제품명은 미국에서는 드로이드(Droid) 2 , 유럽에서는 마일스톤(Milestone) 2 , 세계판매제품으로는 마일스톤(Milestone) 2 글로벌라는 이름으로 출시되었다.

## 출시국가

### 표준모델
- 미국

그 외 다수 국가

## 색상
- 프리미엄 블랙

## 같이 보기
- 모토로라 모토쿼티
- 갤럭시 넥서스